# Humphry Marshall
Humphry Marshall (auch Humphrey Marshall, * 10. Oktober 1722 in West Bradford, Province of Pennsylvania; † 5. November 1801 ebenda) war ein britischer bzw. nord-, US-amerikanischer Botaniker. Sein offizielles botanisches Autorenkürzel lautet „Marshall“; früher wurde auch die Abkürzung „Marsh.“ benutzt.

## Leben und Wirken
Er kam als achtes Kind von Abraham Marshall und Mary Marshall (geborene Hunt) auf die Welt. Seine Eltern waren Quäker und Einwanderer aus Derbyshire in England. Im Alter von 12 Jahren begann er eine Lehre als Maurer. Allerdings interessierte ihn Naturgeschichte viel mehr und fortan bildete er sich selbst durch Studium der wenigen Bücher, die er in Chester County erlangen konnte, fort. Ermuntert durch seinen Cousin John Bartram, der Botaniker war, entwickelte sich Marshall durch Eigenstudium Mitte der 1730er Jahre zu einem Botaniker und Naturhistoriker. Er begann Freundschaften mit anderen Wissenschaftlern in Amerika und Übersee zu knüpfen. Er stand in Kontakt zu den amerikanischen Botanikern Thomas Parke, Benjamin Franklin, George Logan, Joseph Storrs, Timothy Pickering, John Dickinson und Caspar Wistar, zu den britischen Botanikern John Fothergill, Peter Collinson, Joseph Banks und John Coakley Lettsom, zu französischen Wissenschaftlern und Pflanzensammlern wie Michel-Guillaume Jean de Crèvecoeur und Conrad Alexandre Gérard, aber auch zu deutschen, niederländischen, schwedischen und irischen Botanikern.
Am 16. September 1748 heiratete er Sarah Pennock (* um 1720–1766) und übernahm die Farm seines Vaters nahe dem Westlauf des Brandywine River. In den folgenden Jahren war er durch die Arbeit für die Farm stark eingespannt; dennoch nutzte er weiterhin freie Zeiten für die Fortführung seiner botanischen Forschungen. Ende der 1750er Jahre begann er, seine in der Region gesammelten Pflanzenexemplare mit anderen Naturwissenschaftlern in Amerika und Großbritannien auszutauschen; als Gegenleistungen erhielt er wissenschaftliche Ausrüstung, Bücher, exotische Pflanzenexemplare, Geld oder auch handelbare Güter wie Leinen. Als er 1764 das Farmhaus seines Vaters bedeutend vergrößerte, baute er auch ein Gewächshaus für die Kultur seltener Pflanzen an; es dürfte das erste seiner Art in Chester County gewesen sein.
Nach dem Tod seines Vaters 1767 verfügte Marshall über eine ansehnliche Erbschaft, die es ihm ermöglichte, mehr Zeit und Engagement für die Botanik aufzuwenden. Um diese Zeit war seine Korrespondenz mit dem britischen Botaniker John Fothergill bereits zu einer engen Forscherfreundschaft geworden. Fothergill ermunterte Marshall, Pflanzen außerhalb von Chester County zu sammeln und unterstützte ihn dafür finanziell. Fothergill vermittelte Marshalls Sammlerdienste an andere Botaniker und Pflanzensammler weiter und sicherte so Marshalls Einkommen. Wenige Jahre später war sich Marshall sicher genug, sich finanziell auf das Sammeln und Kultivieren von Pflanzen allein stützen zu können. Sein Geschäft mit Pflanzen florierte dank eines Netzwerkes von Bekanntschaften über Familienmitglieder, Quäker und befreundete Wissenschaftler.
Im Jahre 1772 errichtete Marshall einen botanischen Garten auf seinem Grundstücksbesitz und bestückte ihn mit allerlei Pflanzen aus der Region sowie mit so vielen exotischen Pflanzen, wie er nur bekommen konnte. Gleich im nächsten Jahr begann er den Bau eines weiteren Hauses benachbart zum botanischen Garten.
Zu Marshalls Werken gehören Arbeiten über Schildkröten, Sonnenflecken und Landwirtschaft; als sein Hauptwerk gilt jedoch Arbustrum americanum ..., das wohl die erste botanische Abhandlung war, die ein einheimischer Nordamerikaner über amerikanische  Pflanzen schrieb. Obwohl sich das Werk in den USA nur spärlich verkaufte, erhöhte es Marshalls Reputation bei seinen europäischen Kollegen.
Nachdem seine erste Frau gestorben war, heiratete er am 10. Januar 1788 Margaret Minshall (1774–1823). Wie seine erste Ehe blieb auch diese kinderlos. In seinen letzten beiden Lebensjahren litt er an grauem Star, was sein Sehvermögen stark einschränkte. Er starb 1801.

## Werke
- Arbustrum americanum…, 1785